# 江文 (1914年)
江文（1914年—2010年8月18日），原名陈辉侃，别名江腾芳，男，湖南浏阳人，中国人民解放军将领，中国人民解放军开国少将。曾任中国人民解放军沈阳军区通信处处长、中国人民解放军总参谋部通信部部长。

## 生平
1955年，被授予中国人民解放军少将军衔。曾参与建设核武器试验场。2010年8月18日在北京去世。